# Маяк острова Монхиган
Маяк острова Монхиган (англ. Monhegan Island Light) — маяк, расположенный на острове Монхиган, округ Линкольн, штат Мэн, США. Построен в 1824 году. Автоматизирован в 1959 году. Второй по высоте над уровнем моря маяк штата Мэн после маяка острова Сегин.

## Местоположение
Маяк расположен в центре высокого холма на острове Монхиган. Расположение острова таково, что через него проходят многие торговые пути залива Мэн, потому маяк на нем был необходим для безопасного судоходства во всем заливе.

## История
7 мая 1822 Конгресс США выделил 3 000$ на строительство маяка на острове Монхиган. Строительство началось весной 1824 года и было завершено 2 июля 1824 года. Маяк представлял собой  цилиндрическую каменную башню высотой 11,5 метров. Также был построен и каменный дом смотрителя. Однако строители не учли особенности климата, и вследствие движения почвы после оттаивания снега башня вскоре наклонилась. В 1850 году были выделены дополнительные 6 000$, и вместо старой башни была построена новая из гранитных блоков высотой 14 метров, к которой сбоку примыкает небольшая хозяйственная постройка. В 1857 году на маяк установили линзы Френеля. Также из дерева был построен новый дом смотрителя, соединенный с маяком крытым переходом. Маяк был автоматизирован Береговой охраной США в 1959 году.
В 1980 году он был включен в Национальный реестр исторических мест.
С 1962 года в бывшем доме смотрителя находится музей.